# Jack Rodwell
Jack Rodwell Christian (sinh ngày 11 tháng 3 năm 1991 ở Southport, Anh) là một cầu thủ bóng đá Anh hiện đang chơi vị trí tiền vệ cho Sunderland. Rodwell cũng là thành viên của đội U-16, U-17, U-19 và U-21 Anh.
Là một người hâm mộ Everton khi còn là một đứa trẻ, Rodwell đã tham gia đội trẻ của câu lạc bộ khi mới 7 tuổi, xuất hiện lần đầu ở đội U-18 lúc 14 tuổi và xuất hiện lần đầu trong đội dự bị của Everton ở tuổi 15. Rodwell sau đó đã phá kỷ lục câu lạc bộ khi trở thành cầu thủ trẻ nhất của Everton thi đấu tại đấu trường châu Âu khi anh vào sân trong trận đấu với đội bóng Hà Lan AZ khi mới 16 năm và 284 ngày tuổi.

## Thống kê sự nghiệp

### Câu lạc bộ
Tính đến ngày 25 tháng 10 năm 2015.
| Câu lạc bộ          | Mùa giải            | Giải đấu            | Giải đấu | Giải đấu | FA Cup | FA Cup | League Cup | League Cup | Châu Âu | Châu Âu | Tổng cộng | Tổng cộng |
| Câu lạc bộ          | Mùa giải            | Hạng                | Trận     | Bàn      | Trận   | Bàn    | Trận       | Bàn        | Trận    | Bàn     | Trận      | Bàn       |
| ------------------- | ------------------- | ------------------- | -------- | -------- | ------ | ------ | ---------- | ---------- | ------- | ------- | --------- | --------- |
| Everton             | 2007–08             | Premier League      | 2        | 0        | 0      | 0      | 0          | 0          | 1       | 0       | 3         | 0         |
| Everton             | 2008–09             | Premier League      | 19       | 0        | 5      | 1      | 1          | 0          | 0       | 0       | 25        | 1         |
| Everton             | 2009–10             | Premier League      | 26       | 2        | 0      | 0      | 2          | 0          | 8       | 2       | 36        | 4         |
| Everton             | 2010–11             | Premier League      | 24       | 0        | 3      | 0      | 1          | 1          | —       | —       | 28        | 1         |
| Everton             | 2011–12             | Premier League      | 14       | 2        | 0      | 0      | 3          | 0          | —       | —       | 17        | 2         |
| Everton             | Tổng cộng           | Tổng cộng           | 85       | 4        | 8      | 1      | 7          | 1          | 9       | 2       | 109       | 8         |
| Manchester City     | 2012–13             | Premier League      | 11       | 2        | 3      | 0      | 0          | 0          | 1       | 0       | 15        | 2         |
| Manchester City     | 2013–14             | Premier League      | 5        | 0        | 1      | 0      | 3          | 0          | 1       | 0       | 10        | 0         |
| Manchester City     | Tổng cộng           | Tổng cộng           | 16       | 2        | 4      | 0      | 3          | 0          | 2       | 0       | 25        | 2         |
| Sunderland          | 2014–15             | Premier League      | 23       | 3        | 2      | 0      | 1          | 0          | —       | —       | 26        | 3         |
| Sunderland          | 2015–16             | Premier League      | 6        | 0        | 0      | 0      | 2          | 2          | —       | —       | 8         | 2         |
| Sunderland          | Tổng cộng           | Tổng cộng           | 29       | 3        | 2      | 0      | 3          | 2          | 0       | 0       | 34        | 5         |
| Tổng cộng sự nghiệp | Tổng cộng sự nghiệp | Tổng cộng sự nghiệp | 130      | 9        | 14     | 1      | 13         | 3          | 11      | 2       | 171       | 15        |

### Đội tuyển quốc gia
Tính đến ngày 2 tháng 6 năm 2013.
| Đội tuyển quốc gia | Năm       | Trận | Bàn |
| ------------------ | --------- | ---- | --- |
| Anh                | 2011      | 2    | 0   |
| Anh                | 2013      | 1    | 0   |
| Tổng cộng          | Tổng cộng | 3    | 0   |